# Wormhout
Wormhout is een gemeente in het Franse Noorderdepartement (Frans: département du Nord). Wormhout ligt aan de IJzer en de Penebeek in de Franse Westhoek, onderdeel van Frans-Vlaanderen. In 1962 veranderde de gemeente officieel de oude schrijfwijze Wormhoudt in Wormhout, wegens de veranderde spelling van Nederlandse plaatsnamen. Wormhout telde op 1 januari 2022 5.645 inwoners.

## Geschiedenis
Wormhout werd voor het eerst vermeld in de 8e eeuw als Wormholdt.
Volgens de legende zou de Bretonse koningszoon Winok na de stichting van de Abdij van Sint-Winoksbergen opnieuw de stilte hebben opgezocht in het iets zuidelijker gelegen Wormhout, waar hij in 717 ook begraven werd. Dit is historisch niet correct. De heilige Winok stichtte weliswaar een priorij of cella (filiaal van de Sint-Bertijnsabdij) op het door Heer Heremarus geschonken domein 'Woromhold' maar is hoogstwaarschijnlijk nooit in Sint-Winoksbergen geweest. Pas in 1022 kwam zijn gebeente in de heropgebouwde abdijkerk van Sint-Winoksbergen terecht. De cella van Wormhout was niet meer dan een houten kloostertje met een bescheiden hospitaal bestemd voor armen, zieken en pelgrims.
Het graafschap Wormhoudt werd gesticht in 1067 en maakte deel uit van het graafschap Vlaanderen.
In Wormhout zou de eerste windmolen van het graafschap Vlaanderen zijn gebouwd. In 1806 werden er nog elf molens geteld, waarvan er uiteindelijk slechts één is overgebleven.
Bij de Beeldenstorm in 1566 werd de kerk vernield door de geuzen; zij werd heropgebouwd in 1578.
In 1668 kwam Wormhout bij Frankrijk.

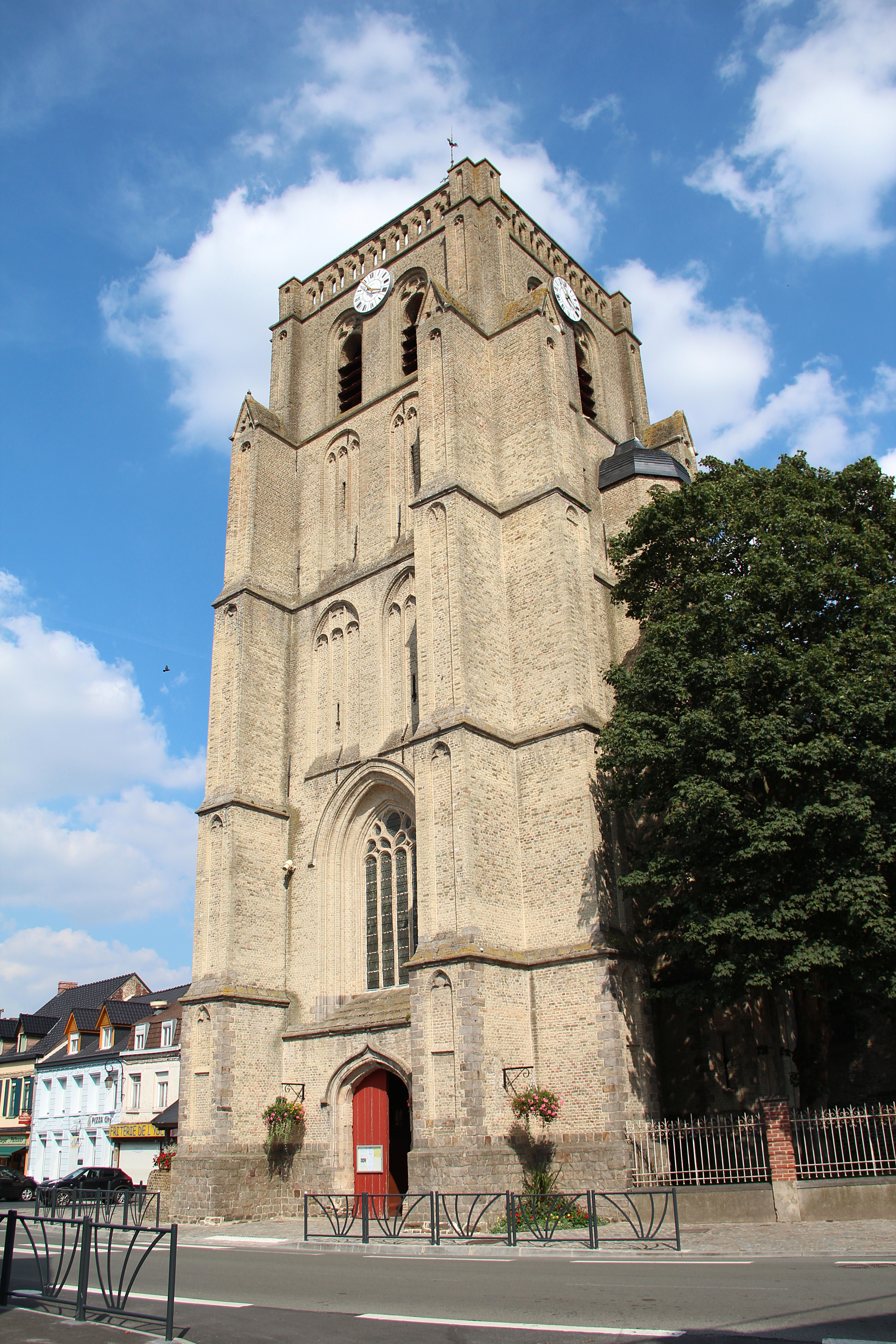
De klokkentoren (XVIde eeuw) van de Sint-Maartenskerk.

Op 28 mei 1940 vond er een massamoord plaats in Wormhout (Massamoord van Wormhout). Daarbij werden 80 Britse en Franse soldaten om het leven gebracht door SS-soldaten.

## Geografie
De oppervlakte van Wormhout bedroeg op 1 januari 2022 27,41 vierkante kilometer; de bevolkingsdichtheid was toen 205,9 inwoners per km².

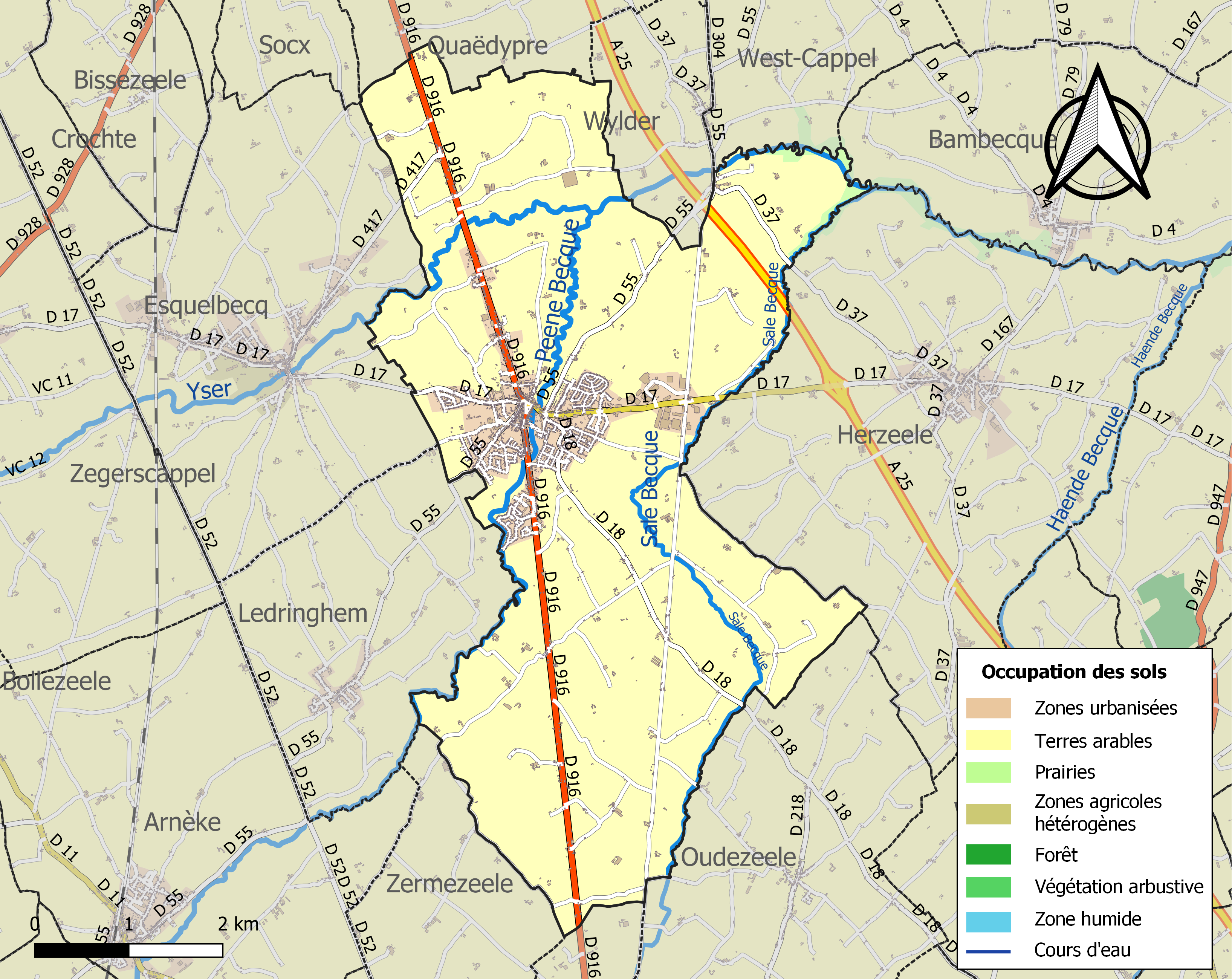
Kaart van de gemeente met belangrijkste infrastructuur, bodemgebruik en omliggende gemeenten

## Bezienswaardigheden
- De Sint-Maartenskerk (Église Saint-Martin)
- Op de gemeentelijke Begraafplaats van Wormhout bevindt zich een Britse militair perk met meer dan 100 gesneuvelden uit beide wereldoorlogen.
- De Molen Deschodt, een standerdmolen uit 1756.
- De muziekkiosk van begin 20e eeuw, gekocht van de stad Kassel en na demontage en montage geplaatst in 1929.
- Het Museum Jeanne Devos is een eerbetoon aan de fotografe Jeanne Devos. Jeanne Devos (1902-1989) was in dienst bij pastoor Lams van Wormhout. Samen fotografeerden ze een groot aantal volksgebeurtenissen en het leven van de plattelandsmensen in de streek.

## Natuur en landschap
Wormhout ligt aan de noordrand van het Houtland op een hoogte van 5-33 meter. De eigenlijke stad ligt op 19 meter hoogte.
Wormhout wordt doorstroomd door de Pene, terwijl ten oosten van de stad de Vuilebeek loopt. De Pene mondt iets ten noorden van Wormhout uit in de IJzer.

## Demografie
Onderstaande figuur toont het verloop van het inwonertal (bron: INSEE-tellingen).

## Cultuur
De reuzen van Wormhout heten Cochu en Melanie.

## Zustersteden
- Llandudno (Wales)

## Nabijgelegen kernen
Wylder, Socx, Esquelbecq, Ledringem, Hardifort, Oudezele, Herzele
Arneke · Bambeke · Bavinkhove · Bissezele · Bollezele · Broksele · Buisscheure · Ekelsbeke · Eringem · Hardefoort · Herzele · Holke · Hondschote · Hooimille · Houtkerke · Killem · Krochte · Kwaadieper · Lederzele · Ledringem · Merkegem · Millam · Nieuwerleet · Noordpene · Ochtezele · Oostkappel · Oudezele · Rekspoede · Rubroek · Sint-Momelijn · Soks · Steenvoorde · Terdegem · Volkerinkhove · Warrem · Waten · Wemaarskappel · Westkappel · Wilder · Winnezele · Wormhout · Wulverdinge · Zegerskappel · Zermezele · Zuidpene
Armboutskappel · Arneke · Bambeke · Bavinkhove · Belle · Berten · Bieren · Bissezele · Blaringem · Boeschepe · Boezegem · Bollezele · Borre · Bray-Dunes · Broekburg · Broekkerke · Broksele · Buisscheure · Drinkam · Duinkerke · Ebblingem · Eke · Ekelsbeke · Eringem · Gijvelde · Godewaarsvelde · La Gorgue · Grand-Fort-Philippe · Grevelingen · Groot-Sinten · Hardefoort · Haverskerke · Hazebroek · Herzele · Holke · Hondegem · Hondschote · Hooimille · Houtkerke · Kaaster · Kapelle · Kapellebroek · Kassel · Killem · Kraaiwijk · Krochte · Kwaadieper · Lederzele · Ledringem · Leffrinkhoeke · Linde · Loberge · Loon · Meregem · Merkegem · Merris · Meteren · Millam · Moerbeke · Niepkerke · Nieuw-Berkijn · Nieuw-Koudekerke · Nieuwerleet · Noordpene · Ochtezele · Okselare · Oostkappel · Oud-Berkijn · Oudezele · Pitgam · Pradeels · Rekspoede · Rubroek · Ruisscheure · Sint-Janskappel · Sint-Joris · Sint-Mariakappel · Sint-Momelijn · Sint-Pietersbroek · Sint-Silvesterkappel · Sint-Winoksbergen · Soks · Spijker · Stapel · Steenbeke · Steenvoorde · Steenwerk · Stegers · Stene · Strazele · Terdegem · Téteghem-Coudekerque-Village · Tienen · Uksem · Vleteren · Volkerinkhove · Waalskappel · Warrem · Waten · Wemaarskappel · Westkappel · Wilder · Winnezele · Wormhout · Wulverdinge · Zegerskappel · Zerkel · Zermezele · Zoeterstee · Zuidkote · Zuidpene